# رمزی (آریزونا)
رمزی (به انگلیسی: Ramsey) یک منطقهٔ مسکونی در ایالات متحده آمریکا است که در آریزونا واقع شده است. رمزی ۱٬۷۲۵ متر بالاتر از سطح دریا واقع شده است.